# Atarba (Ischnothrix) seticornis
Atarba (Ischnothrix) seticornis is een tweevleugelige uit de familie steltmuggen (Limoniidae). De soort komt voor in het Neotropisch gebied.